# Metopius semotus
Metopius semotus là một loài tò vò trong họ Ichneumonidae.